# زاروهی بابایان
زاروهی هایکارامی بابایان (ارمنی: Զարուհի Հայկարամի Բաբայան؛ زادهٔ ۲۷ دسامبر ۱۹۷۵) خواننده سبک‌های پاپ و پاپ-فولک اهل ارمنستان است. وی از سال ۱۹۹۳ میلادی تاکنون مشغول فعالیت بوده است.

## زندگی‌نامه
وی در ۲۷ دسامبر ۱۹۷۵ در ایروان به دنیا آمد و از سال ۱۹۹۲ تا ۱۹۹۷ در دانشگاه دولتی علوم پرورشی خاچاطور آبوویان ارمنستان و از سال ۲۰۰۰ تا ۲۰۰۳ در کنسرواتوار دولتی کومیتاس ایروان تحصیل نموده است. در سال ۲۰۱۴ عنوان افتخاری هنرمند افتخاری جمهوری ارمنستان از سوی رئیس‌جمهور ارمنستان، سرژ سارگسیان به وی اعطا گردید. وی عضو هیئت داوری ارمنستان در مسابقه آواز یوروویژن ۲۰۱۴ و مسابقه آواز یوروویژن ۲۰۱۷ بود.

## آلبوم‌شناسی
- راهی به‌سوی Janaparh Depi (۲۰۰۱)
- قدیم و جدید Old & New (۲۰۰۶)
- عزیزم Sirelis (۲۰۱۶)

## جوایز
- بهترین آلبوم محبوب رترو[الف], جوایز موسیقی ارمنیان (۲۰۰۲)
- بهترین خواننده زن[ب], جوایز موسیقی ارمنیان (۲۰۰۲)

## یادداشت
1. ↑  Best Popular Retro Album
2. ↑  Best Female Vocalist